# Veiligheidskooi

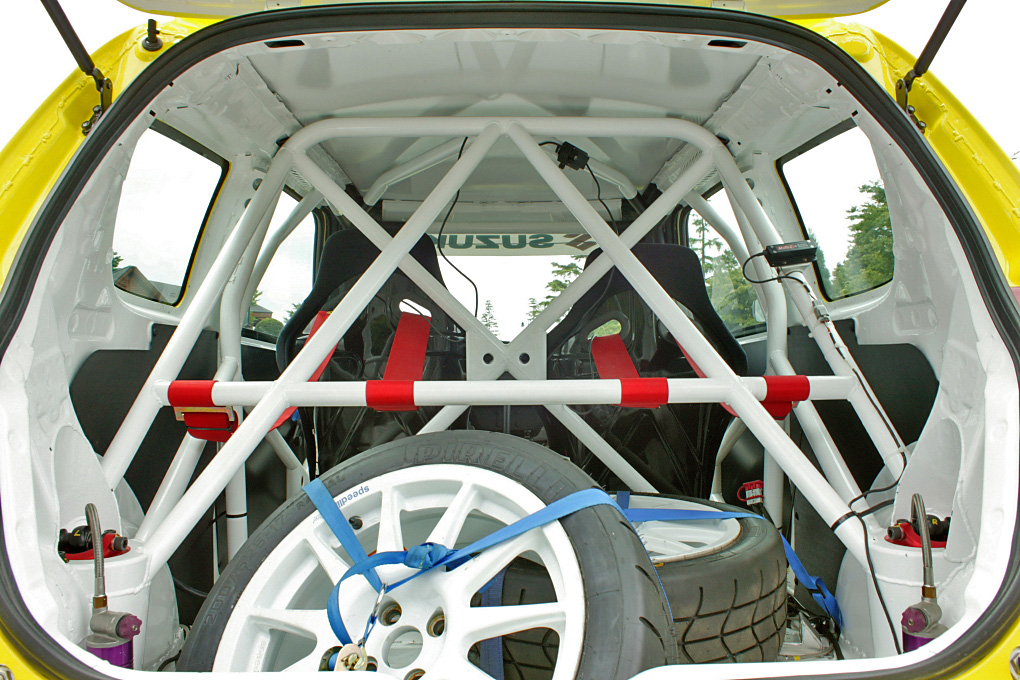
(extra) veiligheidskooi in een Suzuki Swift die wordt gebruikt in de Rallysport

Een veiligheidskooi is een constructie voor het beschermen van personen die zich in de kooi bevinden.

## Auto
In auto's vormt het centrale deel een veiligheidskooi. Dit deel is voorzien van stevige balken, waardoor het niet of weinig vervormt bij een botsing. Rondom de kooi zijn vaak kreukelzones gebouwd om de klap op te vangen. Dit concept van passieve veiligheid is bedacht door de Oostenrijks-Hongaarse auto-ontwerper Béla Barényi, die het voor het eerst toepaste in de Mercedes SL-serie.

### Cabriolet
Een cabriolet heeft vaak een rolbeugel ter bescherming van de inzittende(n) als de auto over de kop gaat. Soms komt de rolbeugel pas tevoorschijn als deze door een koprolsensor wordt geactiveerd.

### Targa
Een Targa beugel werd voor het eerst toegepast op de Porsche 911. Dit is een vaste beugel die over de auto loopt en de inzittenden moet beschermen bij een ongeval.

## Tractor
Een moderne tractor heeft een verplichte rolbeugel / rolkooi of een veiligheidscabine, zoals bij tractorpulling. Boven de bestuurder is een stalen constructie gebouwd die ervoor moet zorgen, dat wanneer de trekker begint te stuiteren en kantelt de bestuurder niet onder de trekker komt te liggen. 

## Overige constructies
Ook voor een trampoline is een veiligheidskooi verkrijgbaar, waardoor men niet naast de trampoline kan vallen.
Bij heftrucks, hijskranen, open liften en dergelijke wordt ook een veiligheidskooi toegepast, die ervoor zorgt dat men er niet afvalt. Bij een heftruck moet de kooi ook bescherming bieden tegen vallende materialen.

## Galerij

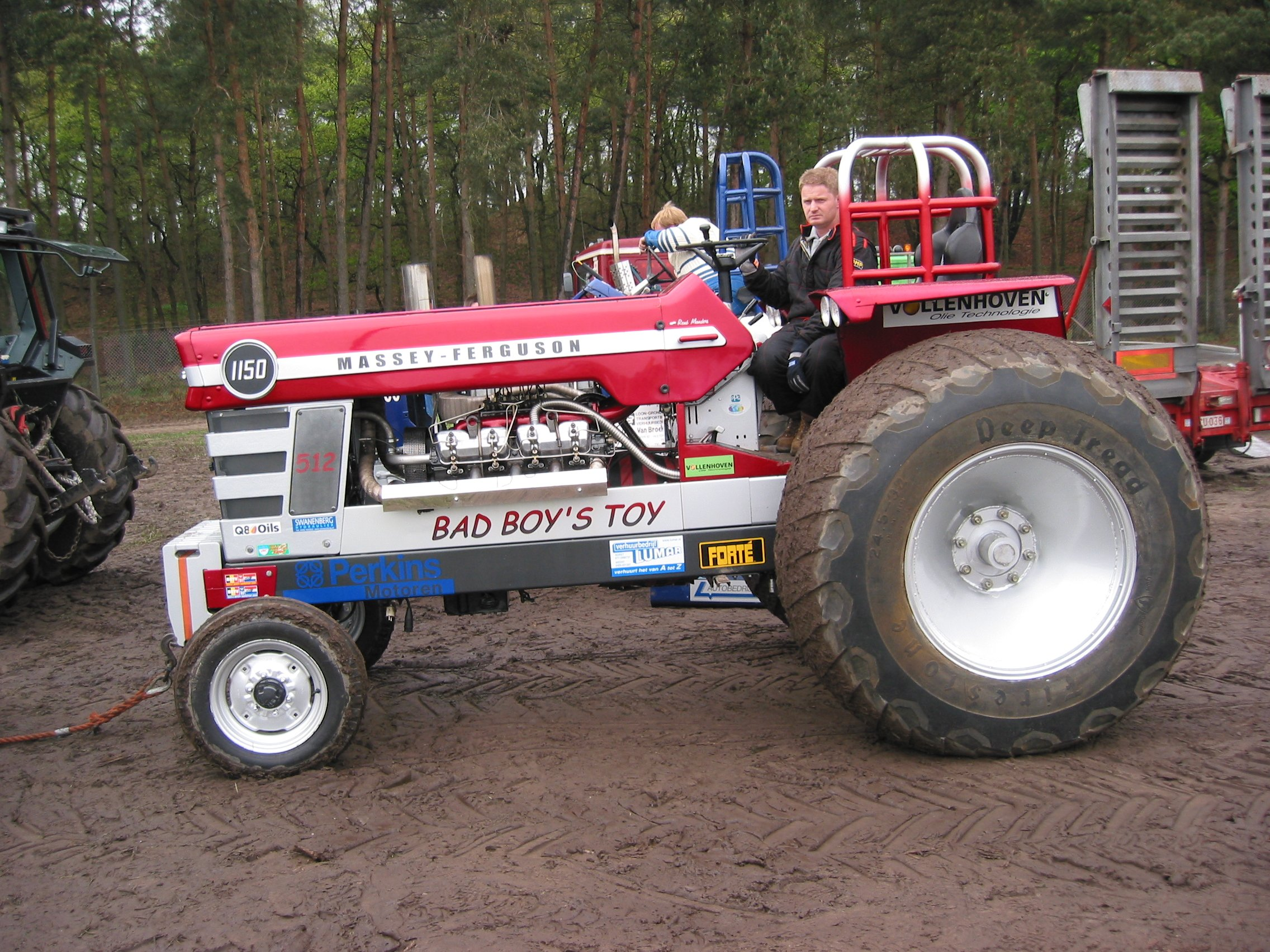
veiligheidskooi op een tractor gebruikt voor tractorpulling
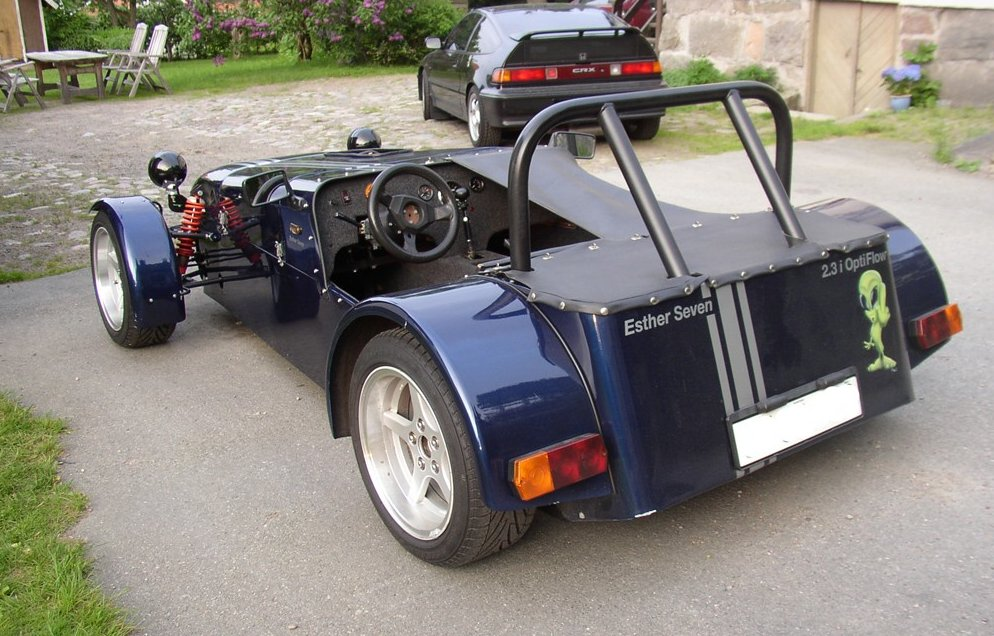
Rolbeugel op een Esther
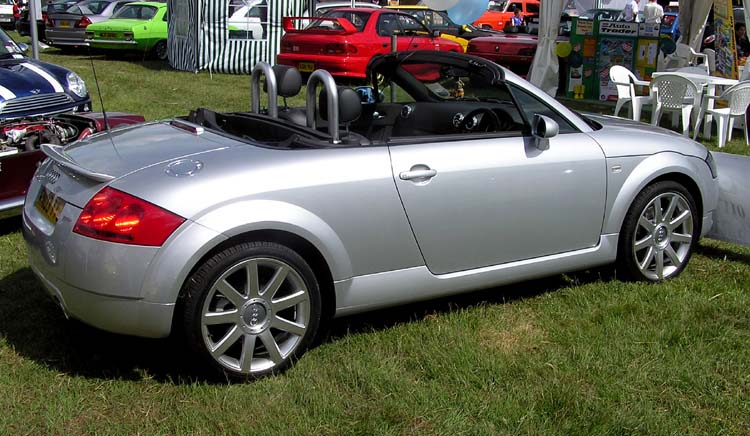
Rolbeugels op een Audi TT Roadster
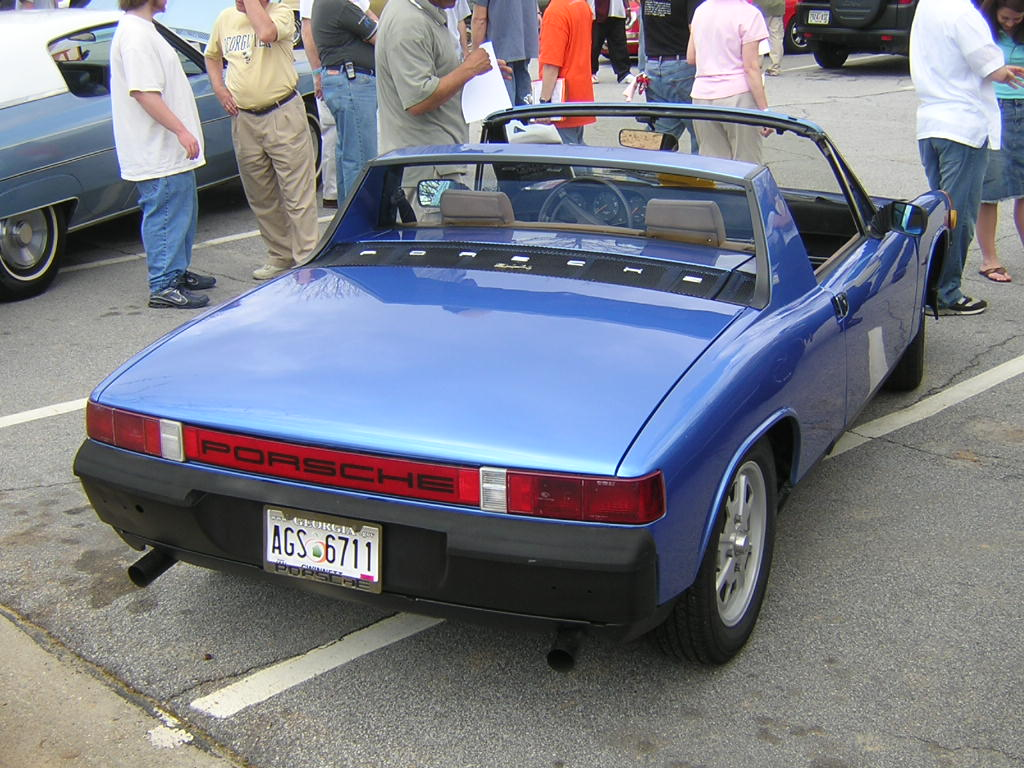
'Targa' beugel op een Porsche 914
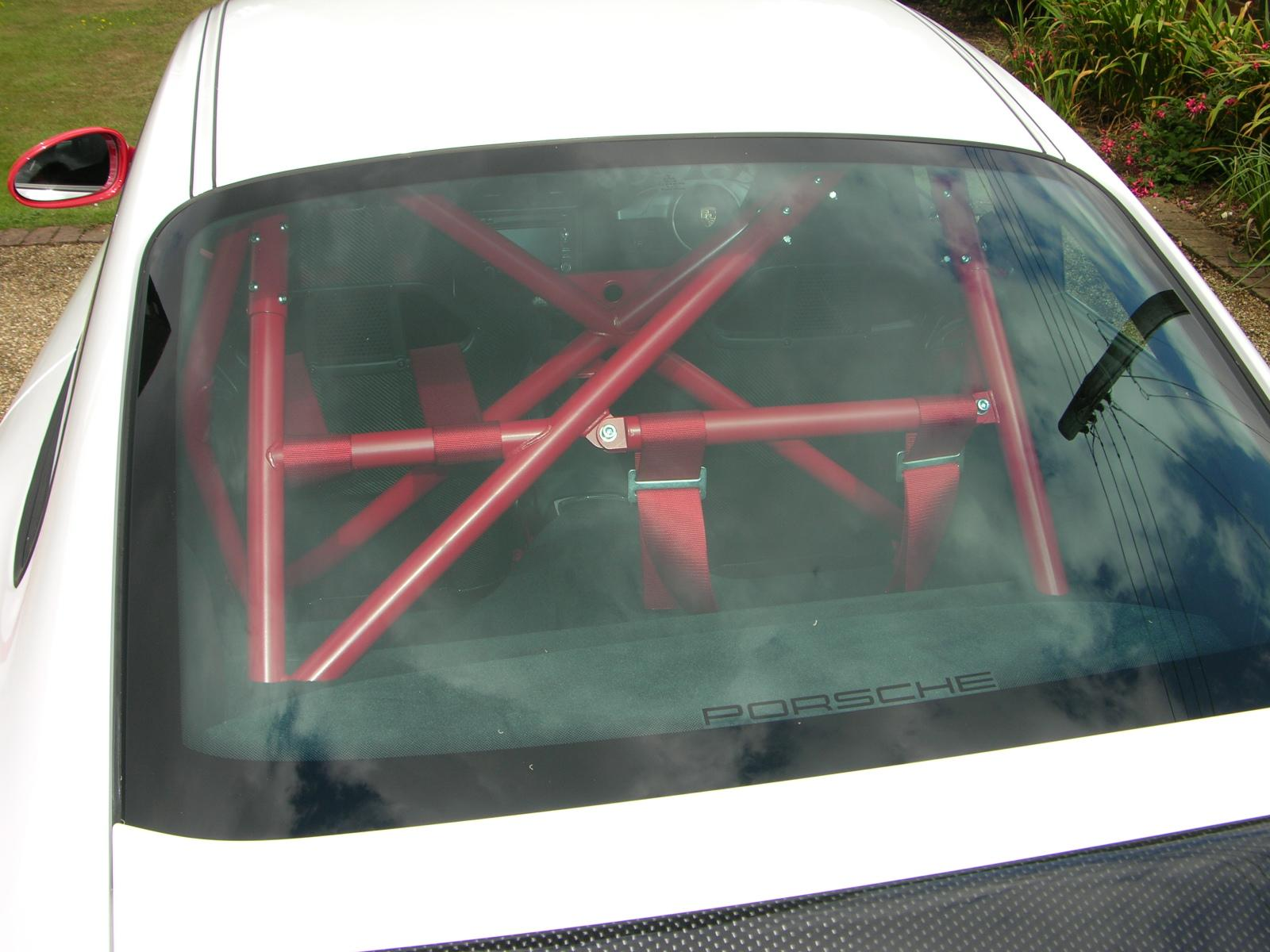
Rolkooi in een Porsche 997 GT3 RS